# Middlesex Centre
Middlesex Centre es un municipio canadiense situado en la provincia de Ontario.

## Superficie
Middlesex Centre tiene una superficie de 588,16 km².

## Demografía
En 2021, tenía 18 928 habitantes, una densidad poblacional de 32,2 hab./km², y 6845 viviendas.